# Кучер, Геннадий
Геннадий Кучер ( род. 20 июня 1991)  — украинский гандболист, выступающий за словацкий клуб ГК Агро (Топольчани).

## Карьера

#### Клубная
Геннадий Кучер родился в городе Сквира. Геннадий Кучер выступал до 2011 года в украинском клубе Будивельник (Бровары). В 2011 году Геннадий Кучер перешёл в словацкий клуб винЛанд, дебютант словацкой экстралиги. Геннадий Кучер выступал также за словацкий клуб Спорта (Глоговец) и за венгерский клуб PLER KKFT. С сезона 2015/16 выступает за словацкий клуб ГК Агро Топольчани.

## Статистика
| Сезон        | Клуб               | Лига       | Матчи | Голы | 7-метр | Голы |
| ------------ | ------------------ | ---------- | ----- | ---- | ------ | ---- |
| 2016-17      | ГК Агро Топольчани | Екстралига | 28    | 60   | 0      | 60   |
| 2017-18      | ГК Агро Топольчани | Екстралига | 29    | 78   | 2      | 76   |
| 2018-19      | ГК Агро Топольчани | Екстралига | 20    | 71   | 0      | 71   |
| 2016–по н.в. | Итого              | Екстралига | 77    | 209  | 2      | 207  |